# Міждулісьє
Міждулі́сьє (рос. Междулесье) — селище у складі Курманаєвського району Оренбурзької області, Росія.

## Населення
Населення — 20 осіб (2010; 76 у 2002).
Національний склад (станом на 2002 рік):
- росіяни — 45 %
- казахи — 42 %